# Otherside
Otherside е сингъл на американската фънк рок група Ред Хот Чили Пепърс. Това е третият издаден сингъл от албума Californication. Песента е много успешна и се изкачва до номер 14 в класацията Billboard Hot 100 и номер едно в US Modern Rock Tracks. Сингълът остава на върха цели 13 седмици.
Видеоклипът към песента е режисиран от Джонатън Дейтън и Валери Фарис и е повлиян от германския експресионизъм, но има и елементи на кубизъм. Видеото е представено като сън и в него музикантите свирят на сюреалистични инструменти. Песента е посветена на борбата на бившите наркомани с демоните от миналото им.